# 4022 Nonna
A 4022 Nonna (ideiglenes jelöléssel 1981 TL4) a Naprendszer kisbolygóövében található aszteroida. Ljudmila Ivanovna Csernih fedezte fel 1981. október 8-án.